# Johann Gottlieb Georgi
Johann Gottlieb Georgi (1729 – 1802) è stato un geografo e chimico tedesco.
Georgi fu professore di chimica a San Pietroburgo. Accompagnò sia Johann Peter Falck che Peter Simon Pallas nei loro rispettivi viaggi attraverso la Siberia. Georgi si interessò particolarmente al lago Baikal. Scrisse una descrizione dei suoi viaggi in Bemerkungen einer Reise im Russischen Reich im Jahre 1772 (1775).